# Naissance des armoiries
Vous lisez un « article de qualité » labellisé en 2023.

Armoiries du Vermandois, les plus anciennes connues (Sceaux armoriés sur le gonfanon, vers 1115).

La naissance des armoiries est l'invention, dans l'Occident médiéval, du système emblématique s'appuyant sur le blason, qui est décrit et étudié par l'héraldique.
Des emblèmes sont utilisés dans l'Antiquité et pendant le haut Moyen Âge. Cependant, il faut attendre le XIIe siècle, entre 1120 et 1160, pour voir apparaître les armoiries. C'est principalement l'étude des sceaux qui permet de connaître le processus de naissance des armoiries. Sur les sceaux, on passe de quelques représentations d'armoiries sur le gonfanon d'un cavalier à des sceaux équestres qui portent des armoiries sur l'écu. Une théorie suppose le bourgeonnement concomitant de cette innovation dans différentes régions d'Europe. Une autre distingue deux foyers d'origine précis, le Sud de l'Angleterre et les confins du Vermandois et de la Champagne, en France du Nord.
L'émail Plantagenêt, souvent daté des années 1160-1165, qui montre les armoiries du comte d'Anjou Geoffroy Plantagenêt, est la plus ancienne représentation héraldique en couleurs connue.
Les armoiries sont une invention propre à l'Occident médiéval, sans qu'il soit besoin de rechercher ailleurs leur origine. Elles forment un système constitué par la fusion d'éléments issus des enseignes, des bannières, des sceaux, des monnaies et des boucliers. Les bannières semblent jouer un rôle primordial. Les armoiries combinent peut-être des emblèmes individuels, familiaux et de fiefs, dont certains sont dès l'origine des armes parlantes. Les emblèmes familiaux, qu'on peut étudier à travers les groupes héraldiques, semblent cependant être essentiels.
Les armoiries se répandent peut-être parce que l'équipement militaire ne permet plus de reconnaître l'identité des combattants et, plus sûrement, grâce à la mode des tournois, soutenue par le développement de la compétition aristocratique et de la valorisation de l'individu. L'adoption des armoiries est corrélée à un besoin d'identification croissant, qui explique à la même époque l'apparition des noms patronymiques et de vêtements plus variés. Les armoiries naissent dans la haute noblesse au XIIe siècle avant de se diffuser au XIIIe siècle dans l'ensemble de la société, selon des chronologies décalées en fonction des pays. Au même moment naît l'héraldique.

## Avant les armoiries

### Antiquité

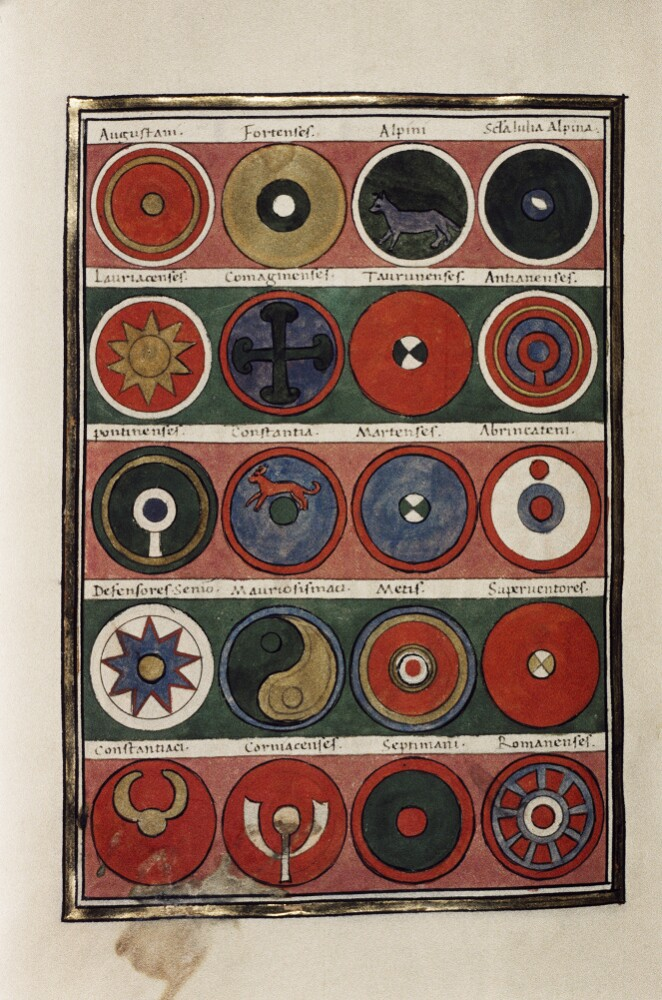
Notitia dignitatum, Magister peditum 6, boucliers des légions stationnées à Osimi (Brest). Bibliothèque Bodléienne, Oxford

Dans l'Antiquité, les Grecs utilisent des emblèmes collectifs qu'on retrouve sur les documents officiels : monnaies, sceaux, cachets de terre cuite, etc. Ils se servent aussi d'emblèmes individuels ou familiaux, cités dans les textes littéraires ou représentés sur les vases. Ce sont des images diverses (lettres, attribut de divinité, animal, etc.). Ces emblèmes ne constituent pas un système et leur représentation n'obéit à aucune règle précise.
Sous la République romaine, les grandes familles (gens) utilisent un emblème héréditaire, représenté au revers des pièces que les magistrats font frapper. Les armées romaines ont d'abord des enseignes représentant divers animaux. Avec la réforme de Marius en 107 av. J.-C., l'aigle devient un emblème militaire général. Ensuite, sous l'Empire romain, chaque légion, en plus de l'aigle impériale, utilise également une enseigne particulière, objet, animal ou représentation d'un dieu.
On ne sait pas quel crédit il faut accorder aux dessins de la Notitia dignitatum, qui figurent les boucliers des légions du Bas-Empire romain, et qui nous sont connus par des copies du XVe siècle. S'agit-il de codes emblématiques anciens qui auraient pu jouer un rôle dans la genèse des armoires ?

### Moyen Âge jusqu'au début duXIIesiècle

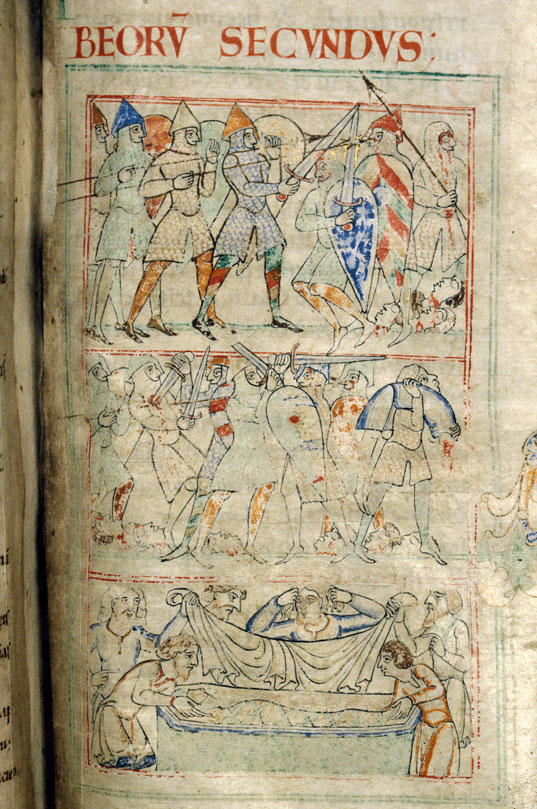
Bible de Cîteaux : bataille de Béerzeth, mort et ensevelissement de Judas Maccabée. Bibliothèque municipale de Dijon.

Les emblèmes utilisés pendant le haut Moyen Âge, surtout étudiés par des historiens allemands comme Percy Ernst Schramm, sont mal connus et leur influence sur la naissance des armoiries est débattue. Charlemagne porte un bouclier sans ornement, mais fait placer son emblème, une aigle, au sommet de son palais d'Aix-la-Chapelle,.
Au XIe siècle, des figures et des couleurs sont peintes sur les écus, sans système particulier, puisque selon le chroniqueur Guillaume de Poitiers, le duc de Normandie Guillaume le Conquérant et le comte d'Anjou Geoffroy Martel, avant un combat qui a lieu en 1049, prennent soin de reconnaître les couleurs des vêtements et la décoration des boucliers,. Les armoiries n'existent pas encore au moment où est brodée la tapisserie de Bayeux, dans le dernier tiers du XIe siècle, puisque les figures représentées sur les boucliers des combattants varient pour le même personnage et que certains utilisent les mêmes boucliers,,,,. Les emblèmes utilisés sur les blasons au XIIe siècle n'y apparaissent pas non plus.
De même, les boucliers représentés, de manière anachronique, sur les miniatures de la Bible de Cîteaux, ou Bible d'Étienne Harding, qui date de 1109, ne comportent pas encore de véritables armoiries,. Toutefois, ils en sont beaucoup plus proches que les dessins de la tapisserie de Bayeux. On retrouve dans la Bible de Cîteaux des partitions et des pièces du blason : le parti, le pal, le chevronné et le contre-chevronné, la bande, la fasce, le bandé et le gironné,, sans que les règles du blason soient respectées. Cette Bible est réalisée sous l'abbatiat d'Étienne Harding, d'origine anglaise, et les dessins pourraient être des traces de souvenirs de boucliers réels de seigneurs anglo-normands ou du Nord de la France.

## Les premières armoiries auXIIesiècle

### Objets armoriés et littérature

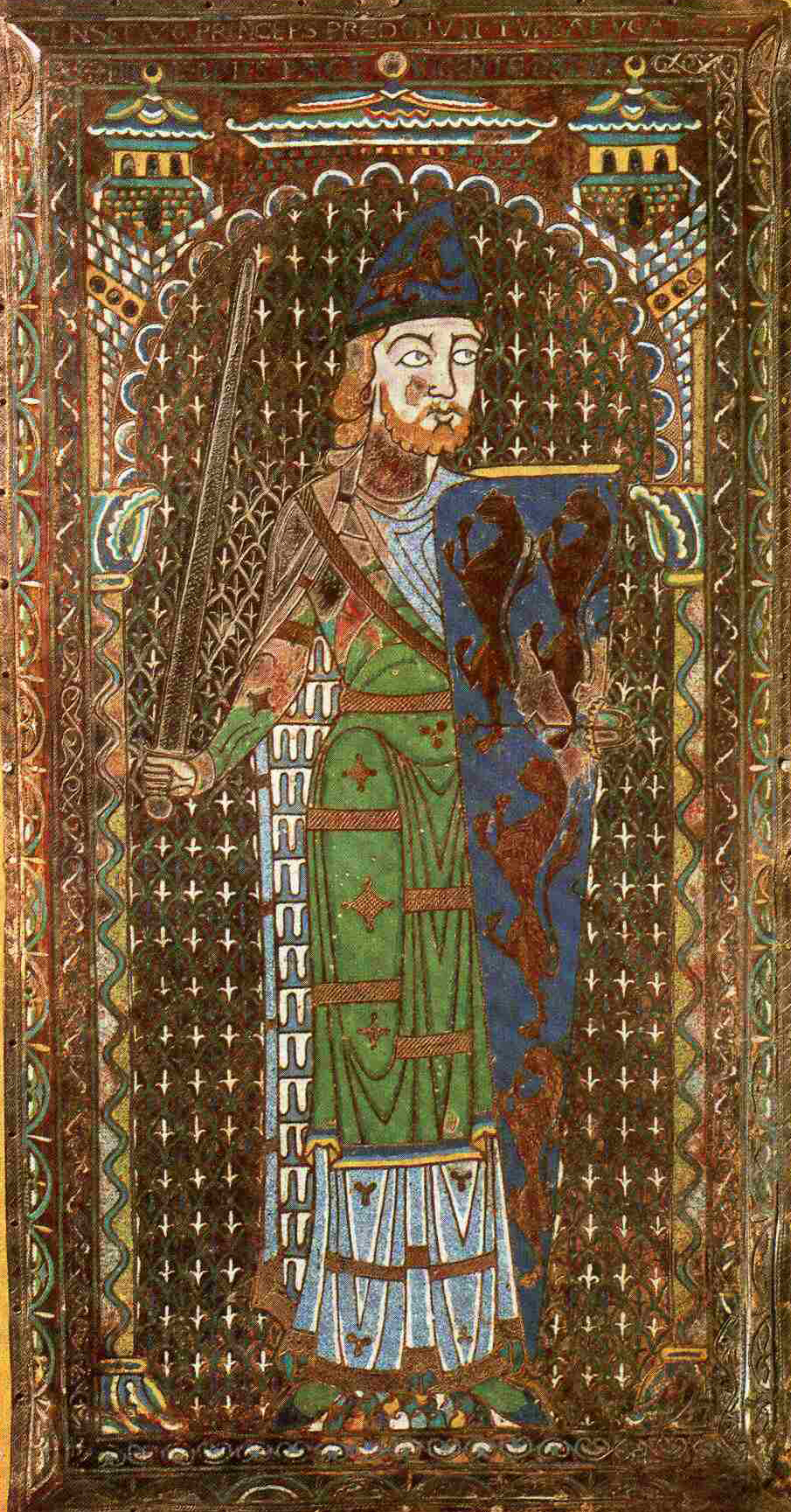
Émail Plantagenêt. Plaque émaillée funéraire du comte d'Anjou Geoffroy Plantagenêt. Musée d'archéologie et d'histoire du Mans.

Dès le XIVe siècle, Jacques de Hemricourt, dans Le Miroir des nobles de Hesbaye, affirme que les armoiries sont nées au XIIe siècle. Au XIXe siècle, Anatole de Barthélemy date l'apparition du blason féodal « seulement du dernier tiers du XIIe siècle ». En 1958, Robert Viel postule une continuité entre les emblèmes utilisés dans l'Antiquité, les dessins de la tapisserie de Bayeux et les armoiries, ces dernières naissant à partir de l'émail de Geoffroy Plantagenêt lors d'une phase de diversification consécutive à un resserrement du nombre des figures utilisées.
Sur la plaque émaillée funéraire du comte d'Anjou Geoffroy Plantagenêt, sont représentées des figures qui semblent être de véritables armoiries, d'azur à six lionceaux d'or. Depuis Louis Bouly de Lesdain, on considère souvent que ce sont les plus anciennes armoiries connues et qu'elles auraient été accordées à Geoffroy Plantagenêt lors de son adoubement en 1127 par son beau-père Henri Ier roi d'Angleterre. C'est donc l'événement souvent retenu pour dater la naissance des armoiries,, jusqu'aux études de Michel Pastoureau. En effet, celui-ci montre que l'émail représentant Geoffroy Plantagenêt semble avoir été réalisé vers 1160, et le récit de son adoubement, qui mentionne le bouclier aux six lionceaux, a été écrit par Jean Rapicault, moine de Marmoutier, vers 1170-1175, tandis que son seul sceau conservé, qui date de 1149, n'a pas d'armoiries,,. Il est donc probable que Jean Rapicault a projeté en 1127 une représentation typique de son époque, les années 1170.
En conséquence, il est plus précis de considérer que cet émail funéraire est, selon l'expression de Laurent Hablot, le « plus ancien témoignage de représentation héraldique en couleurs connu ». De plus, il traduit l'influence anglo-normande sur les comtes d'Anjou, ce qui renforce l'origine géographique de l'héraldique démontrée par les sceaux,. C'est ici un cas où l'époux, Geoffroy Plantagenêt, adopte l'emblème familial de son épouse, Mathilde l'Emperesse, prestigieuse fille de roi, afin de revendiquer l'héritage.
Même si on peut se pencher sur le vocabulaire des chansons de geste, les sources narratives sont de peu de secours pour étudier précisément le processus de naissance des armoiries. Les textes disponibles sont des constructions symboliques où les mentions des décors, si elles confirment les sources iconographiques, ne permettent guère d'approfondir. On peut néanmoins citer le Roman de Rou, qui, vers 1160, les appelle des « connoissances », :

« Mult veissiez par les grant plaignes

moveir conreiz et chevtaignes ;

ni a riche home ne a baron

qui n'ait ez lui son gonfanon, 

ou sa maisnie se restreigne, 

connoissances e entresainz,

de plusieurs guises escuz painz. »

Soit, en français moderne :

« Vous verriez par les grandes plaines,

accourir de nombreux groupes armés et compagnies

où il n'y a pas de riche homme ni de baron

qui n'ait près de lui son gonfanon

autour duquel sa troupe se rassemble

avec leurs emblèmes personnels et signes communs

dont leurs écus sont peints de plusieurs manières. »

### L'apparition des armoiries sur les sceaux
Les meilleures sources pour dater l'apparition des armoiries sont les sceaux,. Toutefois, il ne s'agit que de sources par défaut, petites et monochromes, qu'on utilise faute de mieux parce que les autres objets porteurs d'armoiries, souvent en couleur (bannières, vêtements, fresques, objets et ustensiles peints ou gravés, armes, etc.) ont presque tous disparu à cause de la fragilité de leurs matériaux. La diffusion du sceau est antérieure à celle des armoiries.
On voit apparaître les premiers signes emblématiques sur des sceaux vers 1120-1150, d'abord sur le gonfanon puis sur l'écu. Jean-François Nieus compte dix-sept sceaux armoriés jusqu'en 1150 et trente-trois jusqu'en 1160, en retenant notamment comme critère le caractère héréditaire de l'emblème proto-héraldique, c'est-à-dire son utilisation par la descendance du seigneur concerné.

#### Sceaux armoriés sur le gonfanon
| Moulage d’un sceau représentant un chevalier à cheval, armé et avec un gonfanon où on aperçoit un damier. |  | Moulage d’un sceau représentant un chevalier à cheval, armé et avec un gonfanon où on aperçoit un damier. |
| L'échiqueté de Vermandois sur le gonfanon. À gauche, sceau de Raoul Ier de Vermandois, qui daterait de vers 1110/1120. Usage avéré en 1126. À droite, sceau de Renaud II de Clermont, qui daterait de vers 1105/1120. Usage en 1130/1150. Archives nationales, moulages de la collection Douët d'Arcq 1010 et 1041. |  | |

Michel Pastoureau propose une chronologie en trois séquences. Tout d'abord, vers 1120-1130, sur certains sceaux équestres de grands nobles, comme le comte Guillaume Ier de Luxembourg, on voit un gonfanon orné de figures géométriques, futures armoiries,. Toutefois, Jean-François Nieus écarte ce sceau de la liste des premiers sceaux héraldiques, parce que ce qui y est représenté correspond plutôt aux flammes de la lance à pennon du cavalier.
Le premier sceau portant des armoiries serait celui de Raoul Ier de Vermandois,,,,, qui pourrait dater de vers 1110/1120 ou de 1126 ou encore de vers 1130/1135,. Jean-François Nieus retient également le sceau de Renaud II de Clermont, en usage vers 1130/1150. Renaud II de Clermont est le second époux de la mère de Raoul Ier de Vermandois, Adélaïde de Vermandois. Les deux sceaux portent un échiqueté (un damier), l'échiqueté de Vermandois, sur le gonfanon, son mariage permettant à Renaud II de Clermont d'afficher cet emblème. Ils seraient donc les deux premiers sceaux proto-héraldiques. Jean-François Nieus conjecture, à cause du contexte politique, que ces sceaux auraient pu être utilisés dès les années 1110/1120. Quant à Michel Pastoureau et Nicolas Civel, ils doutent qu'il s'agisse déjà de véritables armoiries,.

#### Sceaux armoriés dans le champ
À côté des sceaux équestres, certains sceaux ne représentent pas de cavalier mais ont le champ envahi par l'emblème héraldique, comme ceux de Richard de Luci (l'emblème est un brochet) et de Rohaise de Clare (l'emblème est un chevronné), nièce de Gilbert de Clare comte de Pembroke et épouse de Gilbert de Gand,,.
Pour Michel Pastoureau, ce type de sceau constitue une seconde étape, qu'il date de vers 1130-1140, entre les sceaux équestres à gonfanons et les sceaux équestres armoriés sur l'écu,. Jean-François Nieus liste d'autres sceaux de ce type, appartenant à Hugues III Candavène, comte de Saint-Pol, portant une gerbe dans le champ et datant de 1127/1129, à Hugues Ier de Rodez (une aigle, 1140), Baudouin de Reviers (un griffon, avant 1144), Robert de Gloucester (mort en 1147, un lion passant), Ebles de Mauléon (un lion rampant, vers 1130/1149).

Sceaux où l'emblème est dans le champ
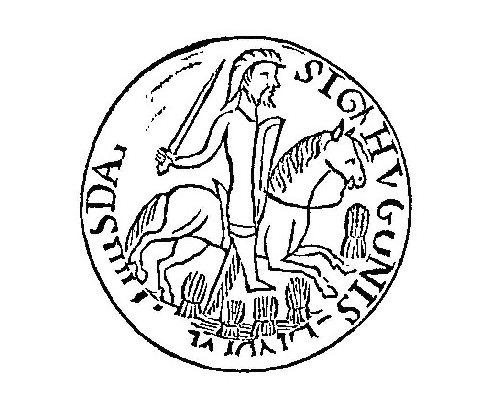
Sceau d'Hugues III Candavène comte de Saint-Pol, vers 1127/1129. Gravure publiée en 1788[Ni 5].
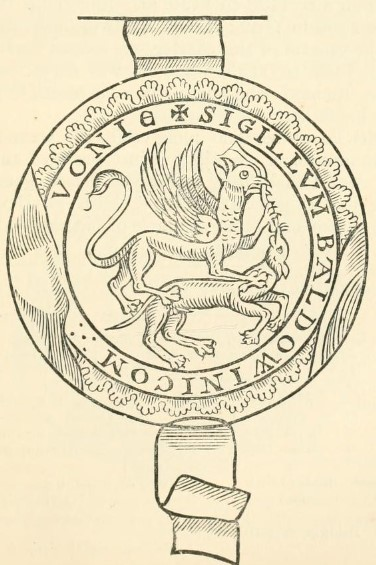
Sceau de Baudouin Ier de Reviers, comte de Devon. Usage avéré en 1143/1144[Ni 5]. Dessin publié en 1874[19].
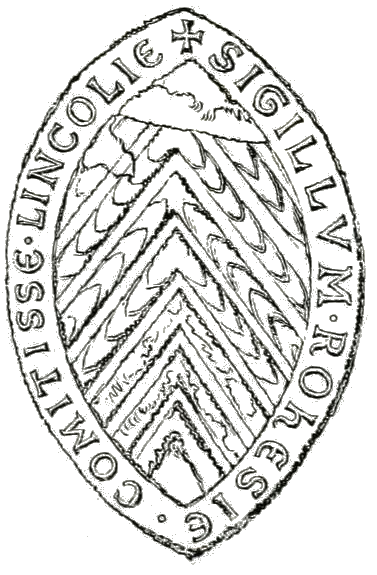
Sceau de Rohaise de Clare, femme de Gilbert de Gand comte de Lincoln. Probablement gravé en 1156[Ni 5]. Dessin publié en 1846[20].

#### Sceaux équestres armoriés
Enfin, vers 1140-1160, de hauts personnages ont un sceau équestre armorié,. Le plus ancien sceau où apparaît un écu armorié porté par le cavalier est peut-être celui de Galéran de Meulan, comte de Meulan et de Worcester,, mais sa datation (1136-1138) n'est pas sûre selon Michel Pastoureau, et elle est contredite par un sceau postérieur du même personnage sans armoiries sur l'écu,. Au contraire, Adrian Ailes et Jean-François Nieus retiennent deux sceaux équestres armoriés de Galéran de Meulan, l'un de 1137/1139, l'autre de 1139/1140, les deux montrant un échiqueté,. Jean-François Nieus y ajoute d'autres sceaux armoriés datant aussi des années 1130-1150 : les sceaux d'Enguerrand II de Coucy, de Bouchard de Guise, de Hugues Cholet de Roucy, d'Yves de Nesle, comte de Soissons, des deux Gilbert de Clare, oncle et neveu, respectivement comte de Pembroke et comte de Hertford, un second sceau de Raoul Ier de Vermandois et un autre de Raimond-Bérenger IV de Barcelone. Ce dernier est daté de 1150 par Louis Bouly de Lesdain,. Pour Michel Pastoureau, le second sceau de Raoul Ier de Vermandois est le plus ancien sceau équestre armorié absolument daté (1146).

Exemples de premiers sceaux équestres armoriés
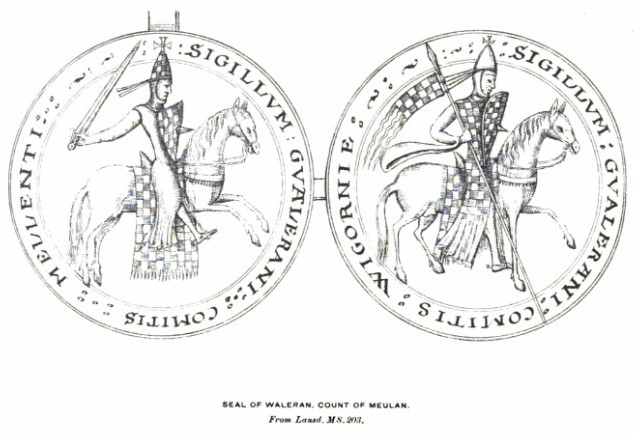
Sceau biface de Galéran IV de Meulan comte de Worcester. Usage avéré en 1139/1140[Ni 5]. Dessin publié en 1894[21].
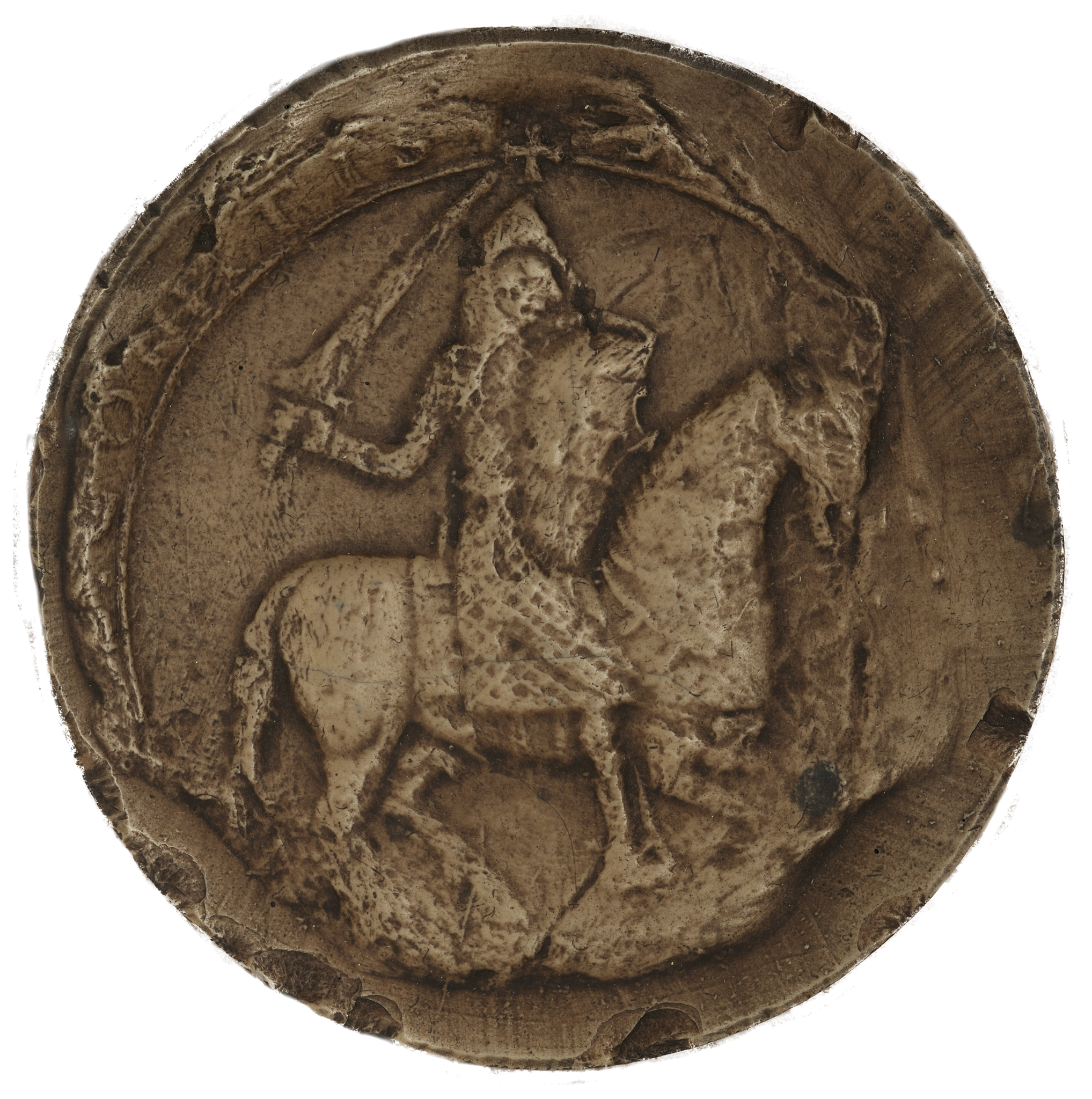
Sceau d'Yves de Nesle, comte de Soissons. Usage avéré en 1146[Ni 5]. Archives départementales de la Somme, moulage collection Sc/Picardie 38[22].
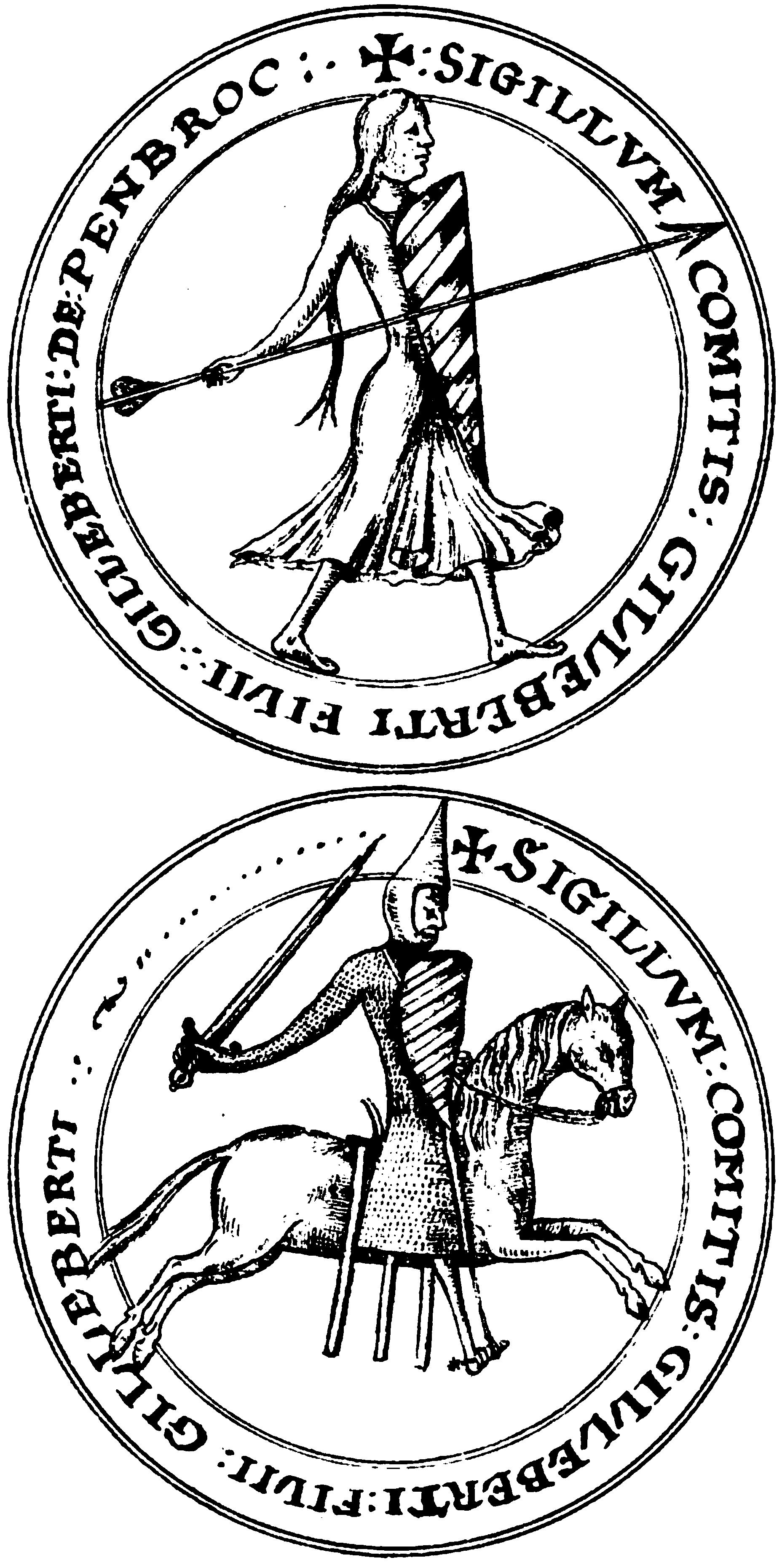
Sceau biface de Gilbert de Clare comte de Pembroke. Usage avéré en 1146/48[Ni 5]. Dessin du XVIIe siècle publié en 1894[21].
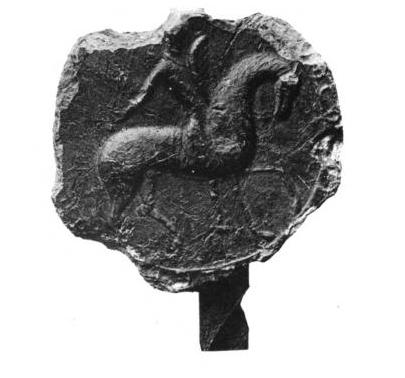
Sceau de Gilbert de Clare comte d'Herford. Usage avéré en 1146/48[Ni 5]. Photographie publiée en 1894[21].
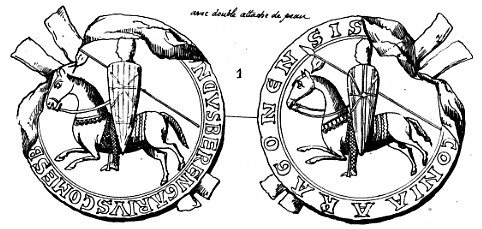
Sceau biface de Raimond-Bérenger IV de Barcelone. Usage avéré en 1150. Pourrait dater de 1144/46[Ni 5]. Dessin de Joseph Laugier[23] publié en 1860[24].
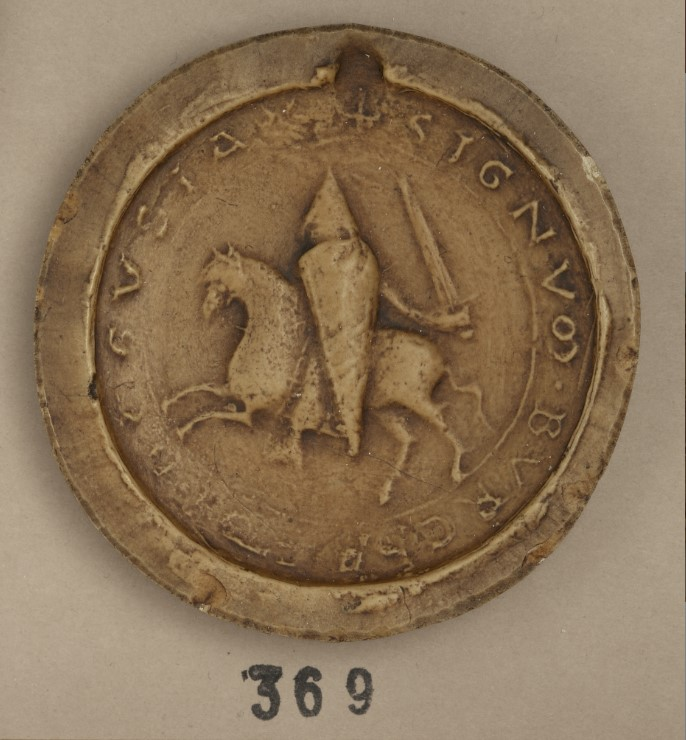
Sceau de Bouchard de Guise. Attesté en 1155, pourrait dater des années 1130/1140[Ni 5]. Archives nationales, moulage collection Sc/Picardie 369[25].

Il semble que le sceau de Galéran de Meulan ne montre pas seulement un écu portant des armoiries, mais également un tapis de selle armorié. C'est le début d'un processus d'héraldisation du cheval lui-même. Les premiers sceaux équestres, figurant le cavalier chevauchant vers la droite et tenant son bouclier à sa gauche, ne montrent logiquement que l'intérieur de celui-ci. Pour pouvoir représenter un écu armorié, les graveurs le font pivoter légèrement et en montrent la moitié. Ce n'est que plus tard que le bras du chevalier est tordu pour que le spectateur voie l'ensemble de l'écu,.

### L'origine géographique des armoiries
Selon Michel Pastoureau et, à sa suite, Nicolas Civel, les armoiries apparaissent dans la période 1120-1160 un peu partout en Europe occidentale et se répandent ensuite plus rapidement en Angleterre et dans les régions entre Loire et Rhin. Ainsi, les armoiries sont inventées de manière concomitante dans différentes régions d'Occident sans qu'il faille postuler, malgré les apparences, une chronologie plus précoce dans la région entre Seine et Rhin,.

Distribution géographique des premiers emblèmes armoriés attestés jusqu'en 1160.

Au contraire, l'historien allemand Lutz Fenske décrit une nette antériorité de la France et de l'Angleterre dans l'apparition des armoiries. Jean-François Nieus propose de décaler légèrement le processus, qui commencerait plus tôt, vers 1000-1110. Surtout, il distingue deux foyers géographiques où sont nées les armoiries. Le premier est le sud de l'Angleterre, où les familles de Clare et de Beaumont-Meulan, alliées du roi Étienne, et leurs ennemis Robert de Gloucester et Baudouin de Reviers, qui sont dans le camp de Mathilde l'Emperesse et de son fils Henri II Plantagenêt, adoptent les sceaux armoriés. Le second foyer est en France du Nord, plus précisément aux confins du Vermandois et de la Champagne. Les utilisateurs de sceaux armoriés, des deux côtés de la Manche, sont de grands seigneurs apparentés : Raoul Ier de Vermandois est l'oncle maternel de Galéran de Meulan tandis que Renaud II de Clermont est aussi l'oncle maternel de Gilbert de Clare,.
Or, dès les années 1130, l'usage du sceau naît chez les seigneurs anglo-normands avant de se répandre de la Bretagne à la Flandre dans la première moitié du XIIe siècle. Dans ce grand espace où le sceau devient usuel même chez des seigneurs moyens, le choix d'orner les sceaux d'armoiries est donc un trait particulier de ces deux foyers du Sud de l'Angleterre et des confins du Vermandois. Dans la région voisine d'Île-de-France, par exemple, la généralisation du sceau est un fait acquis, mais sa décoration massive par des armoiries n'arrive qu'à la fin du XIIe siècle.

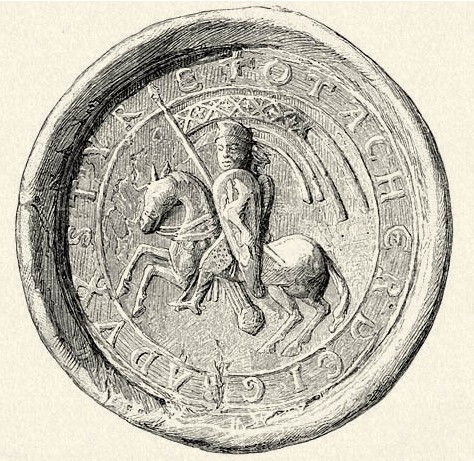
Sceau d'Ottokar III de Styrie. Dessin publié en 1891.

À partir des années 1140, le sceau armorié se répand géographiquement dans le sud de l'Europe. Vers 1155, Raymond V de Toulouse imite son ennemi Raimond-Bérenger IV de Barcelone et fait graver la croix de Toulouse sur ses sceaux et ses monnaies,,. En Italie et en Europe centrale, dans les mêmes années 1150, Welf VI, duc de Spolète et marquis de Toscane, Henri II Jasomirgott, duc d'Autriche, et Ottokar III de Styrie se dotent de sceaux aux écus armoriés. Dans le royaume de León, le choix du lion comme emblème (armes parlantes) sur les monnaies d'Alphonse VII à partir de 1134 puis sur les chartes de son fils Ferdinand II de León montre également le succès de cette mode de la figure héraldique.
Finalement, il semble bien que le groupe de grands seigneurs anglo-normands et picards initiateurs des sceaux armoriés ait lancé une mode européenne, qui a pu se diffuser à l'occasion des tournois, de la deuxième croisade et des expéditions en Espagne de la Reconquista.
Dans le Saint-Empire, en Saxe, en Thuringe et dans le Brandebourg, des pièces de monnaie particulières, les bractéates, portent l'effigie du prince émetteur, avec écu et gonfanon. La décoration de l'écu ne semble pas fixée avant 1160-1170, tandis que le gonfanon semble stable plus tôt,.

### Un système combinatoire
Dès la seconde moitié du XIIe siècle, les armoiries sont constituées en système, par la combinaison d'éléments qui existaient auparavant et qui sont issus de différentes sources : les enseignes, les bannières, les boucliers, les sceaux et les monnaies.
En effet, certaines figures proviennent des enseignes en ronde-bosse. Des bannières sont issues les couleurs et certaines constructions géométriques du blason, ainsi que la relation entre armoiries et fief. Les sceaux ont transmis beaucoup d'emblèmes familiaux, notamment des figures parlantes, et le caractère héréditaire des armoiries,. Il en est de même des monnaies. La forme triangulaire du blason, les fourrures et quelques figures géométriques proviennent des boucliers,. Ces derniers sont un marqueur de l'identité chevaleresque, commune aux premiers porteurs d'armoiries,.
Les sceaux montrent aussi l'antériorité des bannières ou gonfanons sur les écus,. Pendant la première croisade (1095-1099), les chefs utilisent des bannières personnelles reconnaissables car monochromes (celle de Robert Courteheuse est dorée, celle de Baudouin de Boulogne est blanche, tandis que Bohémond de Tarente utilise le rouge). Les bannières semblent jouer un rôle primordial dans la naissance des armoiries, puisque de nombreux termes de blason viennent du vocabulaire des étoffes,. Au XVIIe siècle, Du Cange est le premier à comprendre l'importance de l'influence des tissus sur les armoiries. Dans la combinaison entre signes individuels (les écus) et signes collectifs (les bannières du seigneur), ce sont ces derniers qui semblent être les plus importants. Les bannières sont des signes de ralliement liés au fief, que les vassaux adoptent pour montrer leur groupe d'appartenance. La règle de contrariété des couleurs du blason, qui interdit de juxtaposer des métaux ou des émaux, semble issue des bannières, dont la visibilité est essentielle,.
La bannière munie d'armoiries pourrait être une étape entre le gonfanon monochrome et l'écu armorié. Ce dernier, porté par le grand seigneur lors du combat, qui ne peut donc plus porter aussi une bannière, indique sa présence alors que la bannière est portée à côté de lui et que son cheval est habillé d'une housse également armoriée.
Le choix de l'écu comme support privilégié des armoiries s'explique par son importance symbolique. Trop grand et trop lourd pour être utilisé à pied, il est, comme la lance et l'épée, une des armes par excellence du chevalier. Il est aussi la principale protection physique du seigneur. Ainsi, l'écu armorié associe l'emblème de la seigneurie et le corps de son possesseur. Dans l'iconographie médiévale, il est connoté positivement, couramment porté par les défenseurs du Bien. Il devient également un symbole de paix et de justice,.

### Emblèmes héréditaires, individuels et de fief

#### Un triple héritage
Selon Michel Pastoureau, dans certaines grandes familles nobles, surtout en Italie, dans le Saint-Empire et en Flandre, des emblèmes héréditaires sont utilisés avant la naissance des armoiries. Ils sont repris dans les premières armoiries, mais en même temps se développent, sur les bannières, des armoiries de fief. Les sceaux montrent que plusieurs grands seigneurs se retrouvent donc à utiliser deux armoiries, soit personnelles soit liées au fief. Puis, un choix est fait progressivement, soit en faveur de l'une ou de l'autre soit par adoption d'armoiries nouvelles.
Ces emblèmes héréditaires se retrouvent parfois dans des groupes héraldiques composés de familles liées par un ancêtre commun. Ainsi, les deux poissons adossés constituent un emblème familial parlant qui figure sur des monnaies des comtes de Bar dès le XIIe siècle et se retrouve dans les armoiries d'une dizaine de lignages descendants de Thierry II de Bar (Thierry Ier de Montbéliard) au XIIIe siècle : les comtes de Ferrette, les comtes de Bar, les comtes de Chiny, les comtes de Clermont, les sires de Nesle, les sires de Gaucourt, les comtes de Montbéliard, les comtes de Salm-en-Ardenne, les comtes de Salm-en-Vosges et les comtes de Blâmont. L'emblème passe des monnaies aux sceaux et des sceaux aux armoiries,.

Groupe héraldique des dix lignages issus de Thierry II de Bar (v. 1045-1103) qui ont deux poissons adossés dans leurs armes au XIIIe siècle
Comtes de Ferrette
Comtes de Bar
Comtes de Chiny
Comtes de Clermont en Beauvaisis
Seigneurs de Nesle
Seigneurs de Gaucourt
Comtes de Montbéliard
Comtes de Salm-en-Ardenne
Comtes de Salm-en-Vosges
Comtes de Blâmont

Autres emblèmes familiaux, la gerbe d'avoine des Candavène comtes de Saint-Pol,,, le faucon des Falkenstein,, la branche de menthe des comtes de Minzenberg, le marteau des comtes de Hammerstein. Les armes parlantes existent donc dès la naissance des armoiries, même si un préjugé, causé par leur multiplication à l'époque moderne, les fait passer pour moins anciennes et moins nobles que les autres. Au moins un cinquième des armoiries médiévales sont des armes parlantes,.
Des emblèmes de fiefs semblent avoir également une origine ancienne. Ainsi, les trois tourteaux (boules) qu'on voit sur l'écu de la comtesse Ide de Boulogne (morte en 1216) et de ses différents maris ont une origine pré-héraldique puisque, selon Michel Pastoureau, on les aperçoit sur la tapisserie de Bayeux, représentés sur la bannière d'un ancêtre d'Ide, Eustache II de Boulogne (mort en 1088),,. D'après les analyses de Michel Pastoureau, les armoiries combinent donc un triple héritage emblématique, à la fois individuel, familial et féodal. Selon Brigitte Bedos-Rezak, l'identification de ce gonfanon du comte de Boulogne sur la tapisserie de Bayeux « ne fait pas du tout l'unanimité ». Jean-François Nieus la conteste également et rejette par conséquent la datation haute des emblèmes ensuite utilisés sur les blasons.

Origine possible des armoiries du comté de Boulogne selon Michel Pastoureau. (origine contestée).
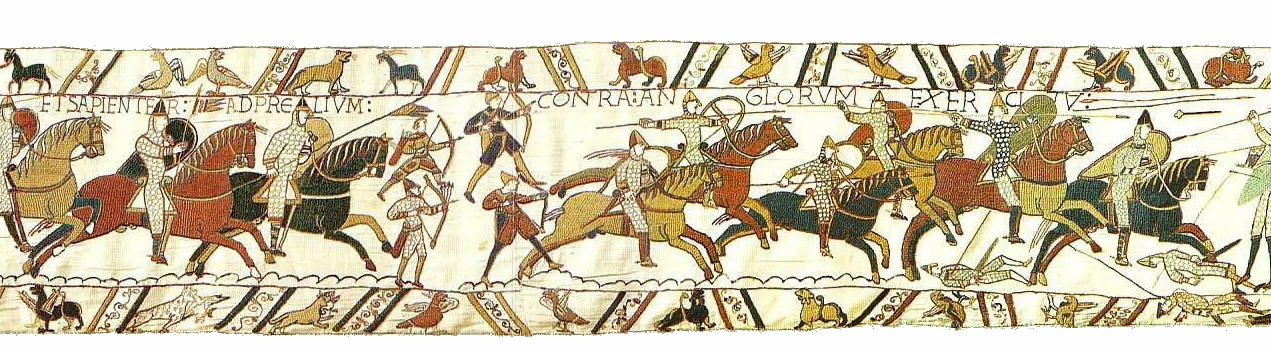
Scène 51 de la tapisserie de Bayeux. L'étendard de la lance du cavalier situé à l'extrême droite de la scène porte trois boules.
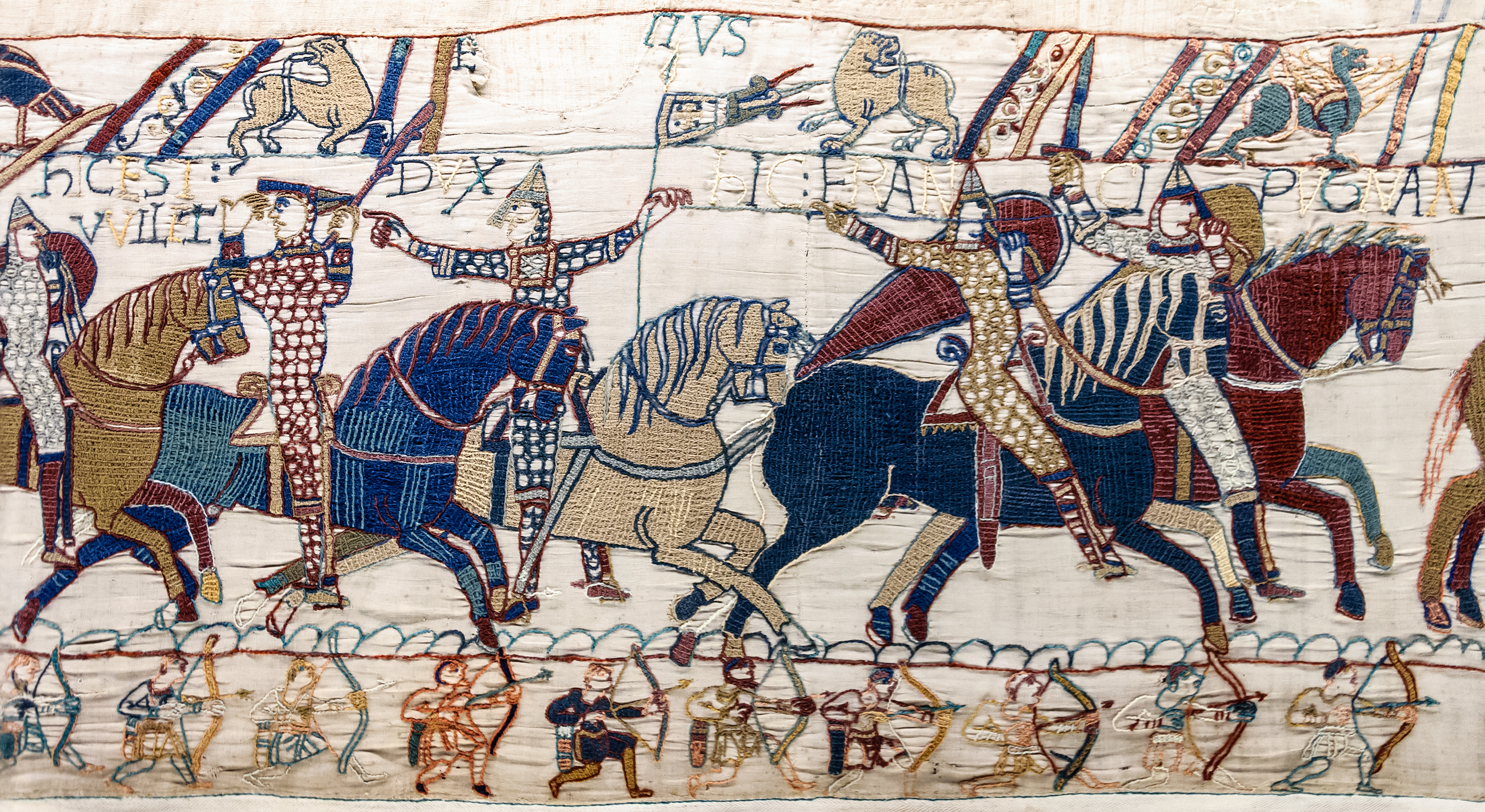
Scène 55 de la tapisserie de Bayeux. Eustache II de Boulogne (dont le nom, Eustacius, semble partiellement indiqué) tient une bannière où on voit des boules.
Blason du comté de Boulogne

#### Des emblèmes surtout familiaux

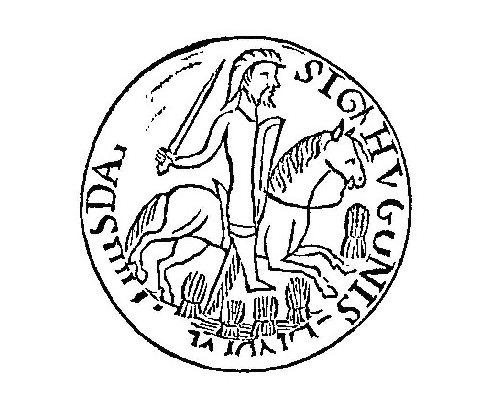
Sceau d'Hugues III de Campdavaine comte de Saint-Pol, vers 1127/1129. Gravure publiée en 1788.

Pour Jean-François Nieus, la distinction entre armoiries individuelles, familiales et féodales n'est pas appuyée sur les sources historiques. En effet, sur les premiers sceaux armoriés les emblèmes semblent être familiaux, à deux exceptions près. La première est le sceau du comte de Roucy Hugues Cholet, qui montre un chou, emblème parlant inspiré du surnom « Cholet » (cauliculus, « petit chou »). Ses successeurs ont gardé cet emblème. La seconde est constituée par les gerbes d'avoine de Hugues III Candavène, comte de Saint-Pol, qui exprime son surnom, « Candavène », « champ d'avoine » en picard,. En règle générale, les hommes ne choisissent pas leurs armoiries, on les identifie grâce à elles.
| Blason avec des bandes verticales alternées, 5 bandes jaunes et 4 bandes rouges. |  | Blason avec des bandes verticales alternées, 4 bandes jaunes et 3 bandes rouges. |
| Blasons des comtes de Barcelone (à gauche) et des comtes de Foix (à droite).     |  |                                                                                  |

Jean-François Nieus conteste également l'existence précoce d'armoiries liées à un fief, qui ne lui semblent pas apparaître avant, au plus tôt, le début du XIIIe siècle. Le palé de Raimond-Bérenger IV de Barcelone pourrait être, selon Michel Pastoureau, un héritage de l'ancien royaume de Bourgogne disparu en 1032. Selon Jean-François Nieus, cette hypothèse ne fait pas du palé un emblème plus territorial que familial, puisque Raimond-Bérenger IV est issu du mariage de Douce, héritière de la Provence, et de Raimond-Bérenger III de Barcelone. Ces pals sont ensuite utilisés par les comtes de Foix à partir de Roger-Bernard Ier de Foix.
Pour Jean-François Nieus, en général, les armoiries sont dès le début familiales, y compris quand le mari adopte les armes de son épouse, ce qui n'est pas rare jusqu'au XIIIe siècle. Selon lui, l'interprétation des groupes héraldiques, même si elle n'est pas univoque, montre la transmission d'emblèmes familiaux. C'est le cas de l'échiqueté de Vermandois, emblème qu'on trouve sur les premiers sceaux, qui passe par mariage aux familles de Beaumont-Meulan, de Warenne et de Beaugency, et affiche ainsi la fierté d'appartenir à un lignage qui, par l'intermédiaire d'Adélaïde de Vermandois épouse de Hugues Ier de Vermandois, est d'ascendance carolingienne,.

Groupe héraldique de l'échiqueté de Vermandois porté au XIIIe siècle par des familles liées à Hugues Ier de Vermandois (1057-1101)
Comtes de Dreux
Comtes de Vermandois
Comtes de Meulan de la famille de Beaumont
Comtes de Leicester de la famille de Beaumont
Comtes de Surrey de la famille de Warenne
Comtes de Warwick de la famille de Beaumont
Seigneurs de Beaugency

Un autre groupe héraldique est constitué par les porteurs du chevronné de la famille de Clare. Les sœurs de Gilbert Strongbow diffusent cet emblème dans les lignages des Montfichet et des Monmouth, tandis qu'un cousin, Walter Fitz Robert de Little Dunmow, l'utilise également. Son sceau montre un bouclier, une housse de cheval et un tapis de selle recouverts d'un chevronné. Il s'agit de rappeler un ancêtre commun, Richard de Bienfaite, et donc une commune ascendance ducale normande. L'utilisation d'un chevronné par Enguerrand II de Coucy pourrait montrer que les Clare comme les Coucy se réfèrent à des ancêtres communs, issus de la famille de Roucy,.

Groupe héraldique du chevronné de la famille de Clare au XIIIe siècle
Famille de Clare (ancien blason).
Famille de Clare, comtes de Hertford et comtes de Pembroke.
Famille de Montfichet
Famille de Monmouth
Famille Fitz Robert, seigneurs de Little Dunmow

Une origine commune pourrait également expliquer la même utilisation du symbole de la gerbe par les Candavène comtes de Saint-Pol et les comtes de Clermont-en-Beauvaisis.
Pour Jean-François Nieus, les premières armoiries sont donc d'origine familiale, mais au sein de familles ouvertes aux influences des familles des mères, des épouses et des collatéraux. Cette ouverture à différents apports explique l'instabilité des premiers choix d'armoiries. Autour d'un individu remarquable identifié par un emblème se rattachent par la parenté un certain nombre de personnes. Le lien ainsi manifesté peut aussi s'étendre jusqu'à une affinité choisie, par la vassalité ou l'adoubement.

## Pourquoi les armoiries?

### Une invention de l'Occident médiéval

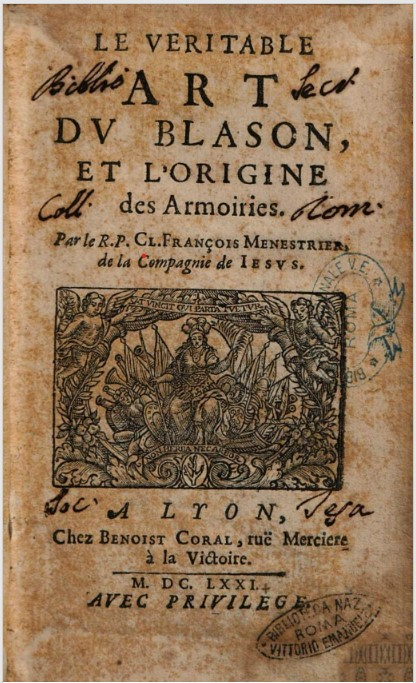
Page de titre du livre Le véritable art du blason et l'origine des armoiries, publié à Lyon en 1671 par Claude-François Ménestrier.

Au XVIIe siècle, l'héraldiste jésuite Claude-François Ménestrier jette les bases d'une étude systématique des armoiries. En 1671, dans son livre Le Véritable art du blason et l'origine des armoiries, il répertorie plus d'une vingtaine d'hypothèses, dont certaines remontent parfois au Moyen Âge, sur les origines des armoiries. Plusieurs semblent aujourd'hui désuètes ou non scientifiques, attribuant l'invention du blason à Noé, à David, à Alexandre le Grand, à Jules César ou au roi Arthur,,.
D'autres sont ensuite proposées. Toutes ces hypothèses ressortissent à trois types d'explications : la filiation avec les emblèmes de l'Antiquité, l'influence des emblèmes barbares, germaniques ou scandinaves, ou enfin un emprunt des Occidentaux aux musulmans lors de la première ou la seconde croisade. Cette dernière hypothèse, qui a eu du succès, est définitivement invalidée puisque l'adoption des pratiques ressemblant aux armoiries par les peuples musulmans se situe après la naissance des armoiries en Occident,,. Plus précisément, les armoiries orientales les plus précoces datent du XIIIe siècle, alors que les armoiries apparaissent en Europe occidentale au XIIe siècle. De même, la recherche des origines des armoiries occidentales dans l'Empire byzantin s'est avérée peu convaincante, puisque là aussi la naissance d'emblèmes qu'on peut lier aux armoiries est postérieure à leur apparition en Occident.
Les causes de l'invention des armoiries sont en fait endogènes à l'Occident médiéval,,,.

### Guerre, tournois et mutations sociales
Selon Anatole de Barthélemy, les armoiries sont ajoutées sur les sceaux parce que les sceaux équestres se ressemblent trop.

#### La guerre, une explication insuffisante
De nombreux historiens, dont Michel Pastoureau et Adrian Ailes, reprennent à leur compte une explication classique : les armoiries apparaissent parce que les combattants, sur le champ de bataille, sont rendus méconnaissables par le capuchon du haubert et le nasal du casque. Les figures peintes sur les boucliers servent donc de signe de reconnaissance,,,,,. La nécessité de se reconnaître sur le champ de bataille devient encore plus prégnante avec l'adoption de la lance couchée et le développement de l'usage du haubert et surtout du heaume, qui, à partir des années 1210-1220, devient un cylindre fermé. De fait, de nombreux récits exposent comment même les rois et les ducs doivent se faire reconnaître sur le champ de bataille en enlevant leur casque, par exemple Edmond Côte-de-Fer à la bataille de Sherstone en 1016 ou Guillaume le Conquérant à Hastings en 1066,.
Néanmoins, cette explication par les nécessités du combat est remise en cause. Elle semble surévaluée, d'une part parce que le haubert et le casque à nasal sont plus anciens que la généralisation des armoiries, d'autre part parce que sur le champ de bataille, ce sont les signes collectifs qui paraissent essentiels,. Il n'est pas certain que le visage de Guillaume le Conquérant, par exemple, puisse être reconnu par beaucoup de combattants de son armée à Hastings. En revanche, là où nous avons tendance à voir des équipements défensifs tous semblables, les contemporains de Guillaume le Conquérant distinguent certainement qu'il dispose d'un haubert de meilleure qualité. De même, les heaumes des souverains sont reconnaissables par leur qualité, et leurs chevaux permettent de les identifier.
Les emblèmes héraldiques du chef peuvent être un point de ralliement du groupe des subordonnés, mais l'efficacité de la reconnaissance de figures héraldiques dans la mêlée de la bataille, où c'est la cohésion du groupe qui prime, paraît faible,. Bien avant l'apparition des armoiries, on utilise efficacement des bannières, des tissus colorés qui servent à maintenir le lien entre les combattants et sont identifiés à la personne même du souverain,,, ainsi que des cris de guerre,,. À l'opposé, lors de la bataille de Marchfeld, en 1278, alors que l'héraldique est développée en Autriche depuis plus d'un siècle, elle ne semble guère efficace. Il est encore nécessaire pour chaque camp de porter des signes de reconnaissance : dans l'armée de Rodolphe Ier de Habsbourg, on épingle une croix blanche sur la poitrine, tandis que les combattants d'Ottokar II de Bohême arborent une croix verte et une bande de tissu dans le dos.
Un autre élément explicatif pourrait être l'apparition de nouvelles surfaces à décorer sur l'équipement du chevalier (le pennon de la lance, le surcot et le bouclier sans umbo). Toutefois, l'écu n'est pas le meilleur objet pour reconnaître son porteur ; en effet, il faut être de face et l'écu s'incurve au cours du XIIe siècle. De plus, les premières armoiries ne sont pas vraiment individuelles.
D'autre part, la nécessité de savoir contre qui on se bat n'explique pas l'élaboration des règles du blason,,, et ces figures deviennent de véritables armoiries quand elles sont utilisées constamment pour le même individu en suivant des règles précises. Ce sont les règles qui fondent l'héraldique en un système original.

#### Le rôle du tournoi

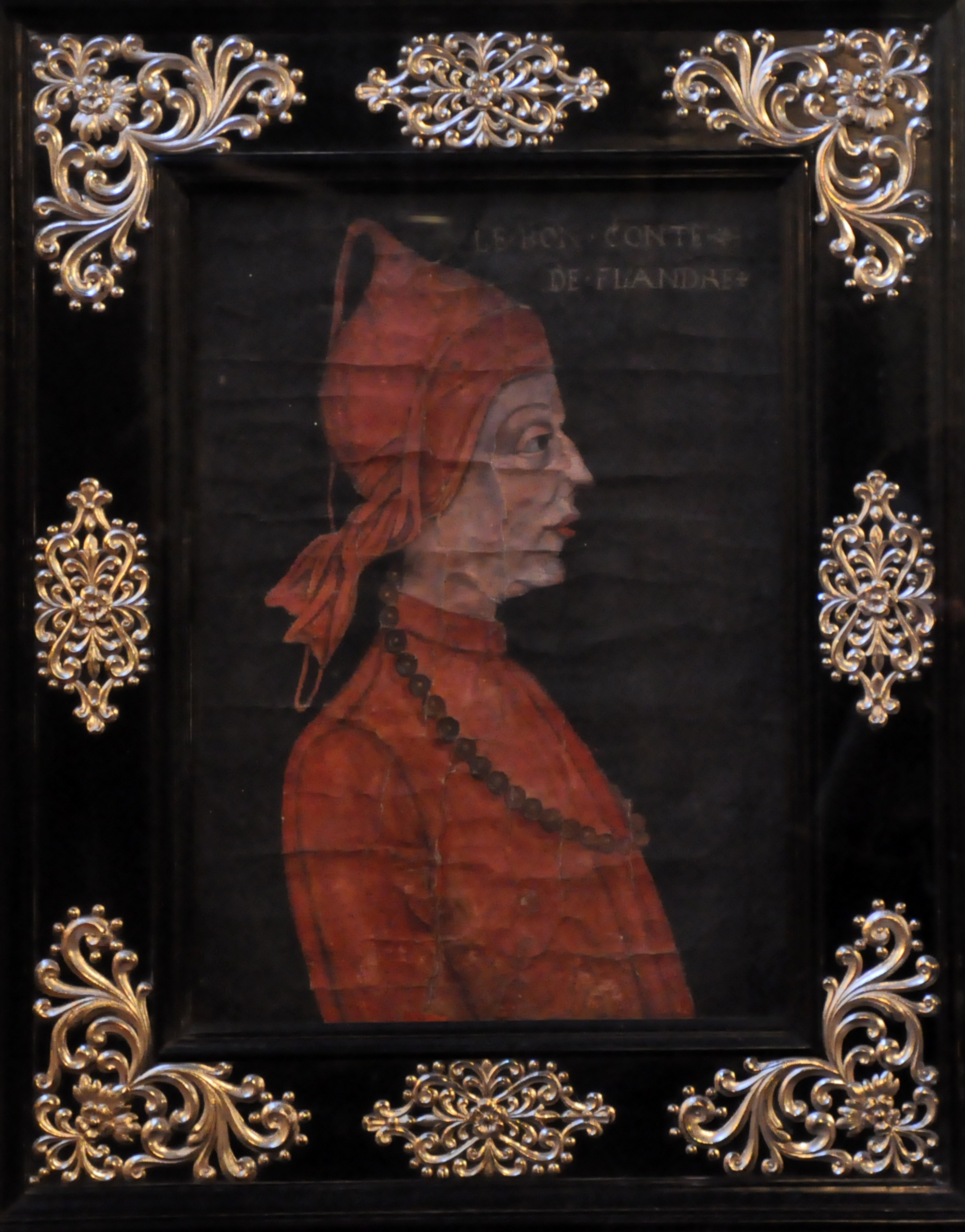
Charles le Bon, comte de Flandre, portrait du XVe siècle ?

L'influence des tournois, quant à elle, semble déterminante. En effet, le moment de l'invention des armoiries est aussi l'époque de la naissance de la mode des tournois, notamment en France du Nord et de l'Ouest, qui constituent un important vecteur de diffusion de cette nouvelle emblématique. Le terrain du tournoi est l'aire de combat idéale pour aisément et utilement montrer ses armoiries, dans le cadre d'un système ritualisé qui fait la part belle à l'exploit individuel.
Les premiers tournois attestés semblent avoir lieu dans le Nord de la France, l'un des premiers organisateurs de tournois connus étant le comte de Flandre Charles le Bon, également comte d'Amiens, tout près du Vermandois, un des foyers de naissance des armoiries, et allié avec Renaud II de Clermont. Les organisateurs des premiers tournois sont de hauts personnages comme de grands seigneurs anglo-normands ou Robert Ier de Dreux (qui porte l'échiqueté de Vermandois) ou le comte de Champagne Henri le Libéral. Les deux phénomènes, tournois et armoiries, apparaissent au même moment et en un même lieu, et sont donc liés, faisant partie d'un courant de valorisation de l'aristocratie.
Il faut donc rattacher le développement des armoiries à une forme d'individualisation des exploits que le chevalier se doit d'accomplir. C'est la prouesse personnelle qu'il faut pouvoir aisément reconnaître,, et cette prouesse doit pouvoir être rattachée au lignage auquel il appartient.

#### L'identité: lignages et anthroponymie
La naissance des armoiries est étroitement corrélée à la nouvelle organisation sociale mise en place par les lignages seigneuriaux. À partir du milieu du XIIe siècle, les armoiries permettent de situer les individus au sein de leur groupe et de la société,. Elles sont nées de l'encellulement seigneurial qui ancre chaque individu dans un groupe. S'agrégeant au lignage, elles deviennent héréditaires dès la fin du XIIe siècle.
L'invention des armoiries est aussi liée à d'autres mutations qui lui sont contemporaines, comme l'apparition des premiers noms patronymiques et l'adoption du vêtement long. Ainsi, le vêtement masculin prend des couleurs et des ornements nouveaux ; la société a besoin de plus en plus de signes d'identification des individus et la couleur joue un rôle dans cette identification,,.
L'héraldique comme l'anthroponymie sont finalement des manières d'exprimer la parenté et sont donc liées à la transmission des biens.

### Des armoiries pour toute la noblesse

#### Des comtes aux arrière-vassaux
L'héraldisation de l'écu se produit d'abord chez l'élite aristocratique des comtes, avant de se diffuser par imitation aux seigneurs châtelains puis aux simples chevaliers. À la fin du XIIe siècle et au XIIIe siècle, selon une chronologie variable suivant les régions, c'est l'ensemble des hommes nobles, jusqu'aux simples écuyers, qui adopte les armoiries,.
Entre Loire et Meuse, dans la France de l'Ouest et en Angleterre, les chevaliers bannerets adoptent les armoiries vers 1160-1200, les simples chevaliers vers 1180-1220, les simples écuyers vers 1220-1260. En France du Centre et du Sud, la petite noblesse commence à avoir des armoiries un peu plus tard. Dans le Saint-Empire, si l'ensemble des nobles utilise des armoiries vers 1210-1220, les simples chevaliers n'ont des sceaux armoriés personnels que vers 1250. En Écosse, en Espagne, en Italie et en Scandinavie, le processus d'héraldisation se produit avec un décalage chronologique.

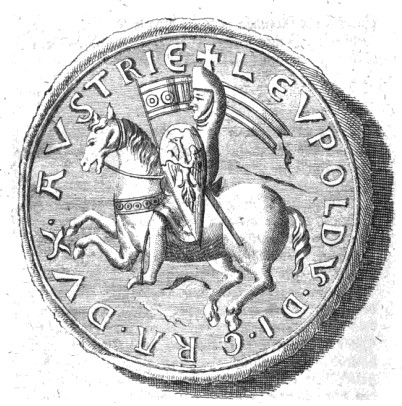
Sceau du duc d'Autriche Léopold V d'Autriche. Dessin publié en 1780.

Le plus souvent, les vassaux et arrière-vassaux commencent par reprendre telles quelles les armoiries de leur seigneur, quand elles sont liées au fief. Les armes personnelles qu'ils adoptent ensuite sont souvent les mêmes, légèrement modifiées. Il en résulte des groupes d'armoiries composés de familles de la même région, mais non apparentées, qui portent des armoiries très proches. Ils sont fréquents en France du Nord et de l'Est, dans le Saint-Empire, en Navarre et en Aragon. Dans le Saint-Empire, les princes choisissent souvent d'abord l'emblème de l'aigle, symbole du rattachement au Saint-Empire. Ainsi, le duc d'Autriche Henri II Jasomirgott, son fils le duc Léopold V et son petit-fils Léopold VI portent une aigle comme emblème, avant que le nouveau duc d'Autriche Frédéric II n'adopte en 1230 le symbole qui s'est perpétué jusqu'à aujourd'hui en Autriche, une barre d'argent sur fond rouge.
Certaines armoiries sont aussi transmises par l'adoubement. L'adoubé adopte alors les armes de l'adoubeur, un seigneur plus puissant, entièrement ou en partie. C'est l'histoire qui est racontée à propos de Geoffroy Plantagenêt, adoubé en 1127 par son beau-père Henri Ier, roi d'Angleterre, et dont on voit les armoiries sur l'émail Plantagenêt. Cette pratique est attestée par d'autres sources. Ainsi, Hugues IV Candavène, adoubé en 1179 par le roi d'Angleterre Henri II, utilise un sceau montrant un écu aux armes parties d'Angleterre (de gueules à trois léopards d'or) et de Candavène (d'azur à trois gerbes d'or). De même, vers 1170, Guillaume de Hainaut porte des armes parties de France et de Hainaut. D'autres exemples sont connus.

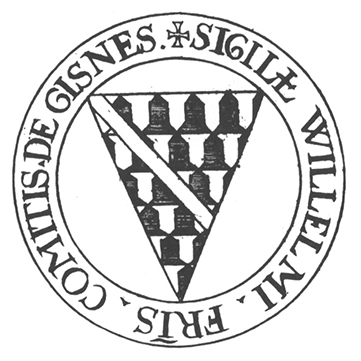
Sceau de Guillaume de Guînes (1177). La bande pourrait être la première brisure connue. Dessin publié en 1641

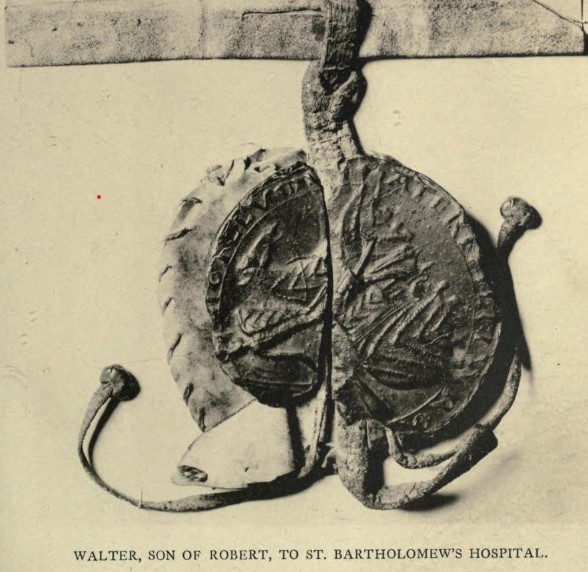
Sceau (v. 1147/1160) de Walter Fitz Robert, seigneur de Little Dunmow. Photographie publiée en 1918.

Dès les années 1180-1200, le système des brisures pour les cadets apparaît, surtout en France, en Angleterre, en Écosse, dans la vallée du Rhin et en Suisse. Selon Michel Pastoureau, la plus ancienne brisure connue date de 1177 : le frère du comte Arnould II de Guînes, Guillaume, reprend sur son sceau les armes des comtes de Guînes, en y ajoutant une bande.
Le système des brisures pourrait même être plus ancien, selon Jean-François Nieus, si l'on admet que le sceau de Walter Fitz Robert de Little Dunmow (v. 1147/1160), montrant un bouclier, une housse de cheval et un tapis de selle recouverts du chevronné des Clare, dont il est un cousin, atteste d'une brisure. La brisure permet de décliner l'emblème principal en introduisant de nombreuses variantes. Elle n'est pas utilisée partout : en Italie par exemple tous les membres du lignage portent les mêmes armes.

#### Les armoiries féminines
Les plus anciennes armoiries de femmes nobles datent de la seconde moitié du XIIe siècle. En Angleterre, les armes féminines les plus anciennes seraient celles de Rohaise de Clare (morte en 1156), nièce de Gilbert de Clare, comte de Pembroke. En France, il s'agit du sceau d'Yseult de Dol, femme d'Asculphe de Subligny, appendu à un texte de 1183. On relève en 1188 les armes figurant sur le sceau d'Agnès de Saint-Vérain, un écu chargé de deux fasces et d'un orle de merlettes. L'année suivante, en 1189, Mathilde de Portugal, femme de Philippe d'Alsace, utilise des armes proches de celles du Portugal sur son contre-sceau. En 1198, Marie de Champagne, épouse du comte de Flandre Baudouin IX, fait un choix inverse, en usant des armoiries de son mari.

Premiers sceaux armoriés féminins
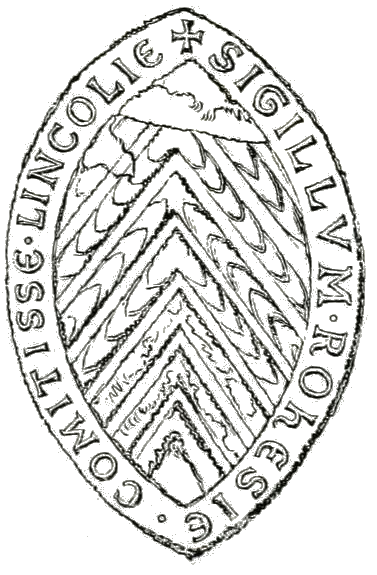
Sceau de Rohaise de Clare, femme de Gilbert de Gand comte de Lincoln. Probablement gravé en 1156[Ni 5]. Dessin publié en 1846[20].
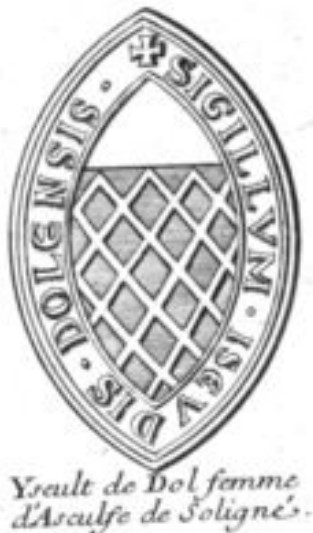
Sceau d'Iseult de Dol (1183) femme d'Asculf de Subligny. Dessin publié en 1707[46].
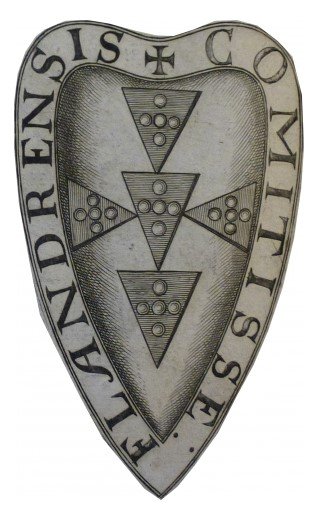
Sceau de Mathilde de Portugal, épouse de Philippe d'Alsace (1189). Dessin publié en 1643[47].
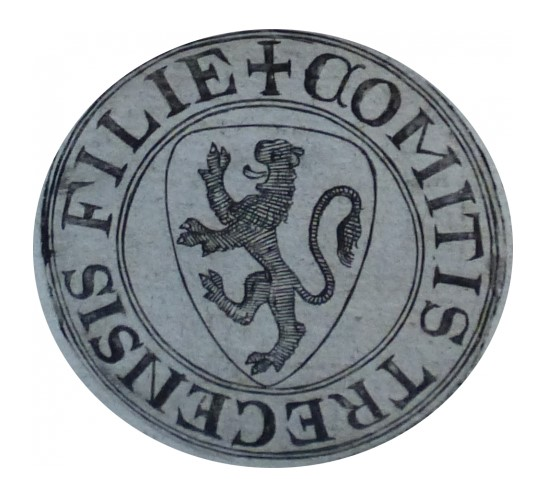
Sceau de Marie de Champagne, femme de Baudouin IX de Flandre (1198). Dessin publié en 1643[47].

Ensuite, dans la première moitié du XIIIe siècle, les armoiries féminines se répandent, un peu plus tardivement dans le Saint-Empire qu'en France ou en Angleterre. Les armoiries des femmes sont celles de leur père ou celles de leur mari et, rarement, des armoiries personnelles. Ainsi, Mathilde de Courtenay utilise un écu au lion passant sur un champ semé de billettes, les armes du comté de Nevers dont elle est l'héritière, alors que les armes des Courtenay sont d'or à trois tourteaux de gueules, que celles de son premier mari Hervé IV de Donzy sont un écu plain au chef vairé et que celles de son second mari Guigues IV de Forez, sont de gueules au dauphin d'or,.
Le plus souvent, les armes des femmes mariées sont des doubles armoiries, formées par la juxtaposition de celles de leur père et de celles de leur mari. Quand une femme apporte à son mari des biens matériels et immatériels de plus grande valeur que ceux de son conjoint — pour qui le mariage est donc hypergamique — il n'est pas rare que celui-ci adopte les armoiries de son épouse. Ainsi, au début du XIIIe siècle Guy II de Dampierre adopte les armoiries de sa femme Mathilde Ire de Bourbon, héritière de cette seigneurie. Le fils héritier prend aussi les armes de sa mère, comme, à la fin du XIIe siècle, Roger de Meulan qui devient seigneur de Gournay-sur-Marne, hérité de sa mère, Agnès de Montfort : sa branche familiale utilise ensuite des armoiries issues des Montfort. De même, en 1234, Roger IV de Foix utilise les armes de sa mère, Ermessinde de Castelbon, parce qu'il est, par son intermédiaire, héritier de la vicomté de Castelbon.

## Des armoiries dans toute la société à partir duXIIIesiècle
Comme on utilise de plus en plus les sceaux au XIIIe siècle, l'usage des armoiries devient de plus en plus courant, dans toutes les catégories sociales. Ainsi, c'est par le sceau que l'usage des armoiries s'étend à toute la société. Le sceau et le blason partagent une même fonction : dire l'identité.

### Ecclésiastiques

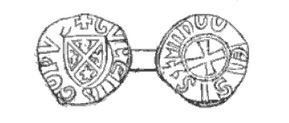
Denier de l'évêque de Langres Guillaume de Joinville, frappé vers 1209-1210. Dessin publié en 1858.

De hauts prélats emploient au XIIIe siècle des armes propres à leur évêché. Les plus anciennes seraient celles de l'évêché de Langres, utilisées par l'évêque Guillaume de Joinville vers 1210-1215 sur des monnaies, d'azur semé de lys d'or, au sautoir de gueules brochant sur le tout, suivies par celles de l'évêché de Beauvais qu'on voit sur un sceau appendu à un acte de 1222 de l'évêque Milon de Nanteuil, d'argent à la croix de gueules cantonnée de quatre clefs du même.
Toutefois, les papes, dès Innocent IV (1243-1254), utilisent leurs armoiries familiales. À partir du XIVe siècle, les ecclésiastiques, du simple curé au prélat, scellent avec leur propre blason.

### Bourgeois et paysans

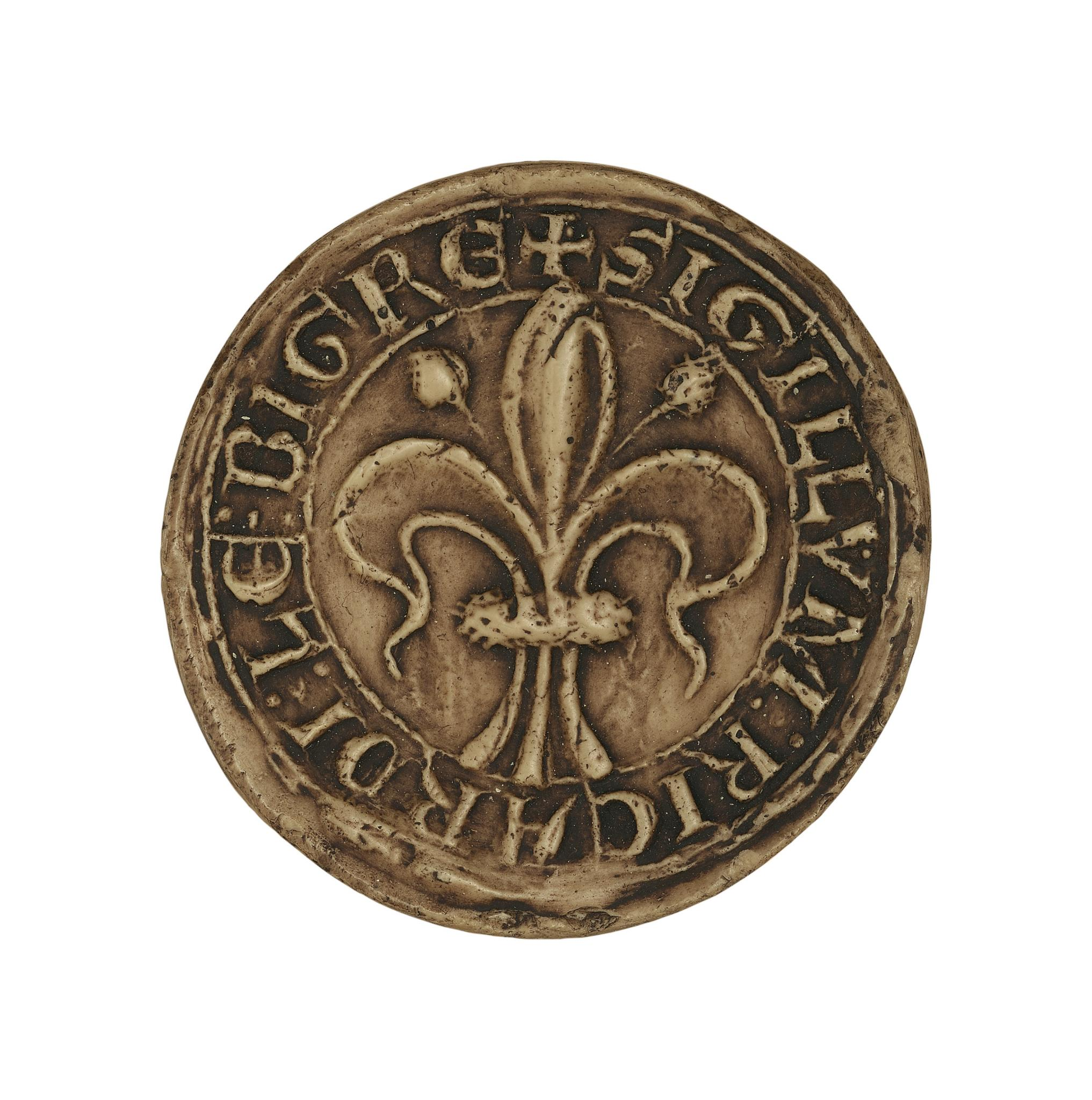
Sceau de Richard Le Bigre, paysan normand (vers 1280). Archives départementales de la Seine-Maritime, collection Normandie no 697.

Au XIIIe siècle, l'usage des armoiries se diffuse, y compris chez les roturiers. Sur l'ensemble du corpus des armoiries médiévales actuellement connues, deux sur cinq sont roturières. Sans surprise, les armoiries de bourgeois et d'artisans sont surtout nombreuses dans les régions les plus urbanisées : France du Nord, Flandre, Allemagne, Italie du Nord et Languedoc.
Les armes des paysans naissent aussi au début du XIIIe siècle et se répandent ensuite, surtout en Angleterre, Normandie, Flandre et Suisse. Fréquemment, elles ne sont pas inscrites dans un écu, mais directement apposées sur le champ, ce qui fait que certains auteurs contestent que ce soient des armoiries. En Normandie, les figures les plus répandues sont des végétaux, surtout des fleurs.
Au XIVe siècle, des femmes roturières adoptent aussi des armoiries, mais beaucoup d'entre elles, à l'image des nobles, se servent d'emblèmes changeants.
Les armoiries ne sont donc pas réservées à une classe sociale,. Toutefois, elles sont essentielles pour la noblesse. Chaque famille noble prétend avoir reçu les siennes en concession d'armoiries par un personnage prestigieux. L'adoption de l'écu armorié par les non combattants atteste de la portée symbolique de cet objet, qui est un emblème de pouvoir et de force mais aussi de paix et de justice, et qui montre le lien entre l'individu et le groupe.

### Villes et communautés
L'expansion de l'usage du sceau a aussi pour conséquence l'utilisation des armoiries par des communautés et institutions. Le plus ancien sceau de ville connu est celui de Cologne, qui date de 1149 et représente l'apôtre Pierre, saint patron de la ville, mais les premiers sceaux urbains armoriés apparaissent plus tard, à la fin du XIIe siècle. Le plus ancien serait celui d'Hertford, en Angleterre, appendu à un texte daté de vers 1180-1190. Dans la première moitié du XIIIe siècle, beaucoup de villes adoptent le sceau armorié.
Au XIVe siècle, surtout dans la seconde moitié, les corps de métiers adoptent aussi des armoiries, qui sont inspirées de celles du seigneur ou de la ville, ou qui évoquent le métier concerné. À la même époque, les communautés religieuses commencent à utiliser des armoiries, sans doute d'abord les chapitres.

### Vers l'héraldique
Dès le milieu du XIIe siècle, les principales composantes du système héraldique apparaissent : les pièces, les partitions géométriques et, peut-être plus tard, les meubles animaliers (l'aigle et le lion, surtout) et végétaux (les gerbes des Candavène, les choux des Roucy). Dans ce nouveau système, les couleurs sont très importantes, plus que les figures. Elles sont limitées à six : blanc, jaune, rouge, bleu, noir et vert. Leur teinte n'a pas d'importance, qu'elle soit claire ou foncée. Plus encore que les couleurs elles-mêmes, ce sont les règles de leur combinaison qui comptent : elles sont réparties en deux groupes, les métaux (or et argent, le jaune et le blanc) d'un côté, et les émaux (gueules, azur, sable, sinople, soit le rouge, le bleu, le noir et le vert) de l'autre, la règle de contrariété des couleurs interdisant de superposer deux couleurs du même groupe. Cette règle semble être née dès le milieu du XIIe siècle, les premières armoiries étant bichromes pour être vues de loin.
À partir de la fin du XIIe siècle, les armoiries, d'abord simples, le plus souvent bichromes et avec principalement des figures animalières, se complexifient. Au cours du XIIIe siècle, la langue du blason commence à se former et l'héraldique occidentale s'organise et se réglemente. Le répertoire des figures se fixe. Les premiers armoriaux se répandent après 1270. La langue du blason est dès l'origine la langue vernaculaire, non le latin puisque l'Église ne tient aucun rôle dans la naissance des armoiries et que la langue latine se prête mal à ces descriptions.
Dès la seconde moitié du XIIe siècle, très vite après la naissance des armoiries, le cimier héraldique se répand en Europe. C'est d'abord une figure peinte sur le casque du combattant avant d'être un objet séparé, dont bien peu d'exemplaires nous sont parvenus. Nous le connaissons presque exclusivement par les cimiers représentés sur les sceaux. Il est d'abord individuel, avant de devenir un emblème familial dans le Saint-Empire dès le milieu du XIIIe siècle, et dans toute l'Europe occidentale au XIVe siècle.